# Condado de Forcalquier

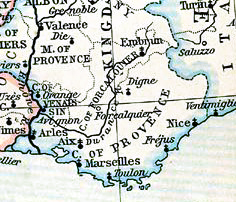
Mapa de Forcalquier c. 1184

Brasão de armas de Forcalquier

O Condado de Forcalquier era um grande condado medieval na região de Provença, no Reino de Arles, então parte do Sacro Império Romano. Foi nomeado após a fortaleza em torno da qual cresceu, Forcalquier.
A primeira menção de um castelo em Forcalquier data de 1044, quando estava na posse de Fulco Beltrão, conde conjunto da Provença. Quando Beltrão morreu em 1051 suas terras foram compartilhadas entre seus filhos Guilherme Beltrão e Godofredo II, que herdou Forcalquier. Em algum momento da década de 1060, Forcalquier foi herdada pela filha de Guilherme, Adelaide, que foi a primeira pessoa a ser denominada "Condessa de Forcalquier". Ela se casou com Armengol IV de Urgel e morreu em 1129, numa época em que a Provença era fortemente disputada por muitas pessoas que haviam herdado algum título dela. Os condes de Toulouse reivindicaram o título (marchio) como descendentes de Ema da Provença, enquanto os condes de Barcelona reivindicaram Provença como descendentes de Dulce I. Em 1125 foi efetuada uma divisão formal da Provença em uma marcha e um condado, mas em 1131 um novo reclamante, a Casa de Baux, provocou uma série de guerras, as Guerras Baussenques, disputadas pelos direitos ao condado de Provença. Enquanto isso, o condado ao norte de Durance, com Forcalquier e Embrun, havia sido devolvido ao filho de Adelaide com Armengol, Guilherme III (a enumeração dos condes de Forcalquier inclui condes anteriores de Provença). Guilherme III e seus descendentes, um ramo cadete dos condes de Urgel, continuaram a governar Forcalquier até o final do século, quando o Tratado de Aix (1193), que resultou no casamento a neta do último conde, Gersenda de Sabran, com Alfonso, filho de Afonso II de Aragão e herdeiro do condado de Provença. O casamento deles em julho de 1193, a herança de Afonso em 1196 e a de Garsenda em 1209 uniram os dois condados permanentemente.

## Lista de condes
- 1063/1067–1129 Adelaide de Forcalquier
- ?-1129 Guilherme III
- 1129–1149 Guigues, governo conjunto com...
- 1129–1144 Bertrando I
- 1144–1207 Bertrando II, governo conjunto com...
- 1144–1209 Guilherme IV
- 1209–1217/1220 Gersenda
- Unidos à Provence na pessoa de Raimundo Berengário.